# USVN
USVN — веб-приложение с открытым кодом, написанное на языке PHP и представляющее собой веб-интерфейс для администрирования и конфигурирования хранилищ Subversion.

## Описание
Позволяет пользователю создавать и управлять проектами без использования командной строки клиента Subversion. USVN предоставляет простой, быстрый и мощный механизм управления правами доступа к репозиторию. USVN это проект с открытыми исходными кодами распространяемый по лицензии CeCILL (GPL совместимая лицензия).